# Samba de Amigo
Samba de Amigo é um jogo de ritmo desenvolvido pelo Sonic Team e lançado pela Sega. Foi originalmente lançado para arcades em dezembro de 1999 e para o Sega Dreamcast em 2000. Em 2008, foi lançada uma adaptação para Nintendo Wii desenvolvida pela Gearbox Software. O jogo é similar a Guitar Hero, em que o jogador usa o controle como instrumentos musicais. Jogos nesse estilo geralmente têm instrumentos adicionais que são conectados ao console. Samba de Amigo usa maracas e pode ser jogado por dois jogadores simultaneamente.
A versão de Wii faz uso do Nintendo Wi-Fi Connection Pay & Play, em que há a possibilidade de comprar músicas adicionais.

## Aparições do personagem principal em outros jogos
Amigo também aparece em Sonic Pinball Party, Billy Hatcher and the Giant Egg e na série de jogos Sega Superstars. Ele é jogável em Sonic Riders: Zero Gravity, Sega Superstars Tennis e Sonic & Sega-All Stars Racing. Neste último, as unidades têm um carrinho em forma de maraca e seu movimento All-Star cria uma linha de conga com outros personagens com velocidades através da música e em seguida ele os empurra de volta. Ele também faz uma pequena aparição na capa da edição 15 do Sonic X Comic e na faixa de Carnaval Sega em Sonic Riders.

## Recepção

### Versão de Dreamcast (2000)
A versão de Dreamcast de Samba de Amigo foi recebida quase universalmente com críticas positivas, com uma média de 89% no Metacritic. Os críticos elogiaram-na por sua jogabilidade única e viciante, enquanto a crítica mais comum foi à necessidade de comprar os caros controles de maracas.
Além disso, Samba de Amigo ganhou os seguintes prêmios:
- E3 2000 Game Critics Awards: Melhor jogo do gênero Puzzle/Curiosidades/Salão
- 1st Annual Game Developers Choice Awards: indicado para o prêmio Excelência em Áudio e para o prêmio Destaque do Jogo[4]

### Versão de Wii (2008)
Esta versão recebeu críticas mistas em geral, que o consideraram de medícore a positivo. O Eurogamer deu à versão de Wii 6/10, citando "a natureza imprecisa dos controles", mas admitindo que "ainda há uma quantidade decente de diversão sandia a ser aproveitada neste alegre joguinho". O GameSpot avaliou a versão de Wii em 6/10 também. Já outros discordaram, como WorthPlaying, que afirmou que "os controles são exatos 95 por cento do tempo" e deu uma classificação de 8.5/10. O Nintendo Power também deu uma nota elevada, 9 de 10. O Gamepro deu a nota 4 de 5.